# Вівсянка чорна
Вівся́нка чорна (Melopyrrha nigra) — вид горобцеподібних птахів родини саякових (Thraupidae). Мешкає на Карибах. Чорних вівсянок часто утримують в неволі через їх мелодійний спів. 

## Опис
Довжина птаха становить 14 см. Самці мають повністю чорне, блискуче забарвлення, на крилах у них є білі "дзеркальця". Дзьоб товстий, чарний. Самиці номінативного підвиду мають менш яскраве забарвлення, "дзеркалця" у них менші. Забарвлення молодих птахів подібне до забарвлення самиць, однак голова і махові пера у них більш яскраві. Самиці і молоді птахи підвиду M. n. taylori мають оливкове забарвлення.

## Підвиди
Виділяють два підвиди:
- M. n. nigra (Linnaeus, 1758) — Куба, Ісла-де-ла-Хувентуд та сусідні острови;
- M. n. taylori Hartert, E, 1896 — Великий Кайман.

Деякі дослідники виділяють підвид M. n. taylori у окремий вид Melopyrrha taylori.

## Поширення і екологія
Чорні вівсянки мешкають на Кубі та на Кайманових Островах. Вони живуть у вологих рівнинних і гірських тропічних лісах, мангрових лісах та у вологих чагарникових заростях. Зустрічаються невеликими сімейними зграйками, переважно на висоті до 900 м над рівнем моря. Живляться дрібними плодами, насінням і комахами. Сезон розмноження триває з березня по серпень. Гніздо велике, кулеподібне з бічним входом, робиться з листя, соломи, корінців, рослинних волокон і пір'я, розміщується серед ліан. В кладці від 3 до 5 білуватих або зеленуватих яєць, розміром 21×15 мм, поцяткованих коричневими і пурпуровими плямками.